# Guipuzcoanos en la Guerra del Rif

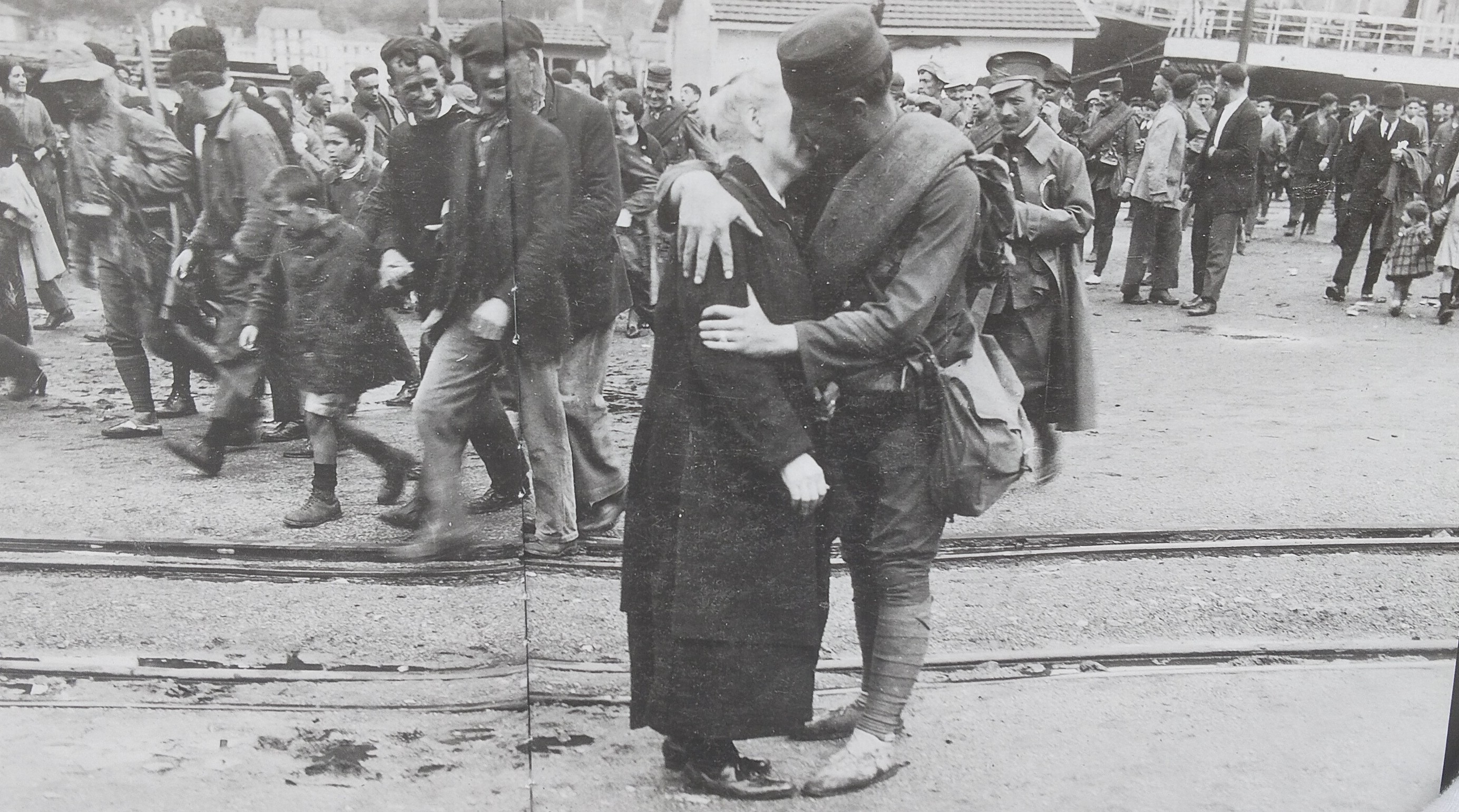
Despedida de un soldado. Puerto de Pasajes 1921

Entre 1921 y 1925, varios miles de soldados guipuzcoanos participaron en la Guerra del Rif, en el norte de Marruecos. La mayoría fueron reclutados de manera obligatoria mediante el sistema de quintas, aunque también hubo algunos voluntarios. Se estima que alrededor del 20 % de ellos murieron o resultaron heridos durante las operaciones militares.
Las tropas guipuzcoanas fueron organizadas en batallones propios y participaron en diversas operaciones militares durante el conflicto.  
La guerra del Rif se saldó con un importante fracaso para el ejército español, especialmente tras la derrota de Annual en 1921, considerada uno de los mayores desastres militares de la historia contemporánea de España.

## Contexto histórico
La Guerra del Rif (1921-1926) fue un conflicto bélico en el norte de Marruecos entre las tribus rifeñas, lideradas por Abd el-Krim, y las potencias coloniales de España y posteriormente Francia. Comenzó tras la derrota española en el Desastre de Annual (1921), que permitió a los rifeños proclamar la República del Rif.

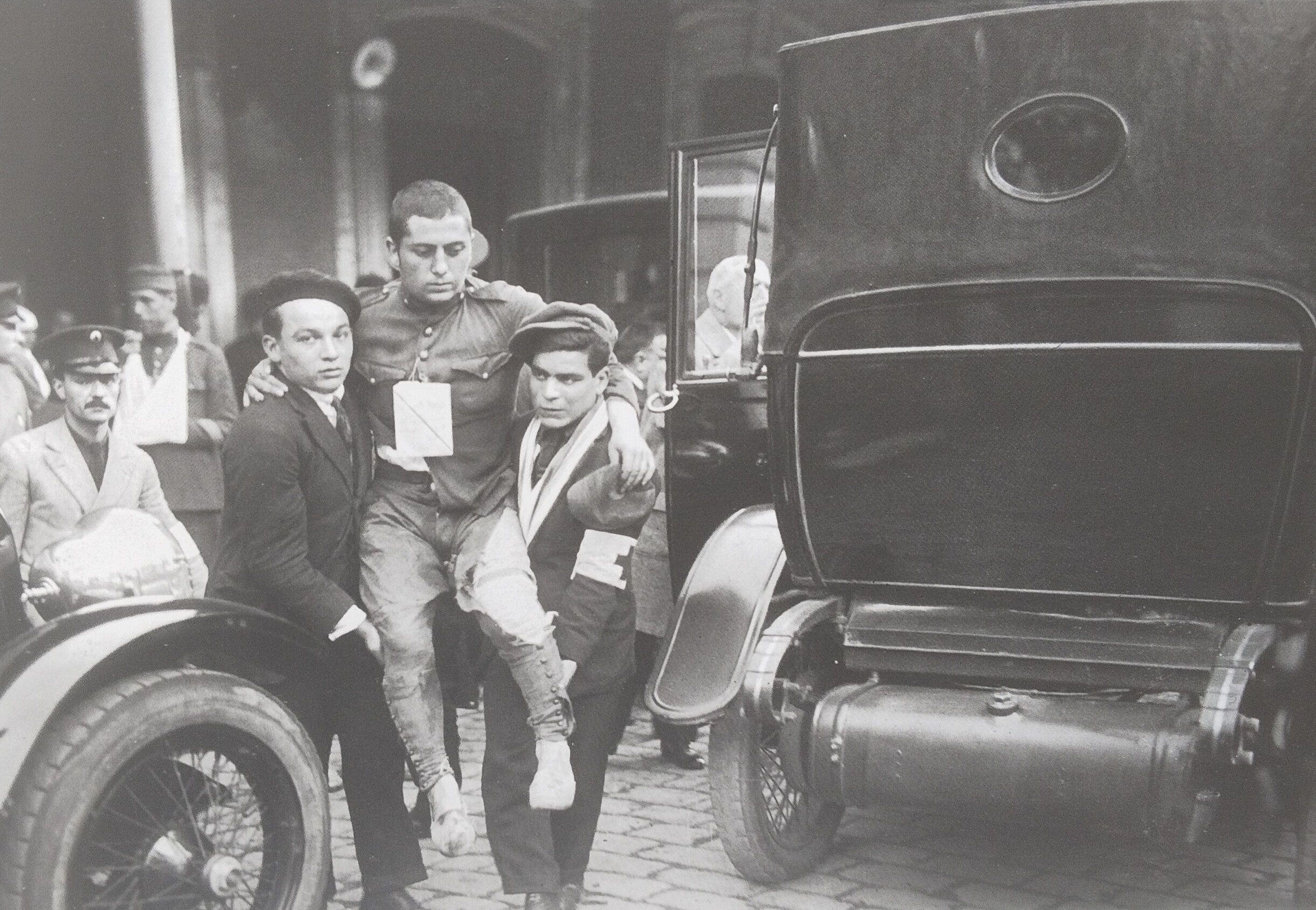
Llegada de heridos a la estación del Norte. 1922

Hasta 1912, se podía liberar del servicio militar pagando una cantidad económica, pero a partir de ese año el servicio militar era obligatorio tras un sorteo entre los quintos.
Los guipuzcoanos destinados al Rif solían formar parte de unidades de infantería peninsulares enviadas a Marruecos, aunque también hubo presencia en batallones de ingenieros, artillería y en cuerpos auxiliares.
El reclutamiento fue especialmente impopular en Guipúzcoa, ya que muchos consideraban que enviaban a jóvenes sin interés en la causa colonial a una guerra ajena y muy mortífera. Esto se reflejó en protestas sociales y en la prensa local, donde abundaban críticas a la guerra y al sistema de quintas.
Los soldados  heridos que regresaban a San Sebastián eran atendidos en tres hospitales de la Cruz Roja: el Hospital-Escuela María Cristina y el de Txillardegui, situados en sendas villas del Antiguo, y el instalado en las caballerizas del palacio de Miramar, a iniciativa de la reina madre María Cristina de Habsburgo-Lorena .
En definitiva, la guerra del Rif generó entre la población guipuzcoana  un descontento hacia el Gobierno Central, lo que contribuyó al fortalecimiento de movimientos regionalistas y nacionalistas.
El fotógrafo afincado en San Sebastián Ricardo Martín retrató con su cámara el conflicto bélico siendo  un pionero en el fotoperiodismo de guerra.